# Доходный дом А. А. Антоновой
Доходный дом А. А. Антоновой — памятник архитектуры. Расположен в Петроградском районе Санкт-Петербурга, современный адрес дома — Большой проспект Петроградской стороны, 74, Подрезова улица, Бармалеева улица.

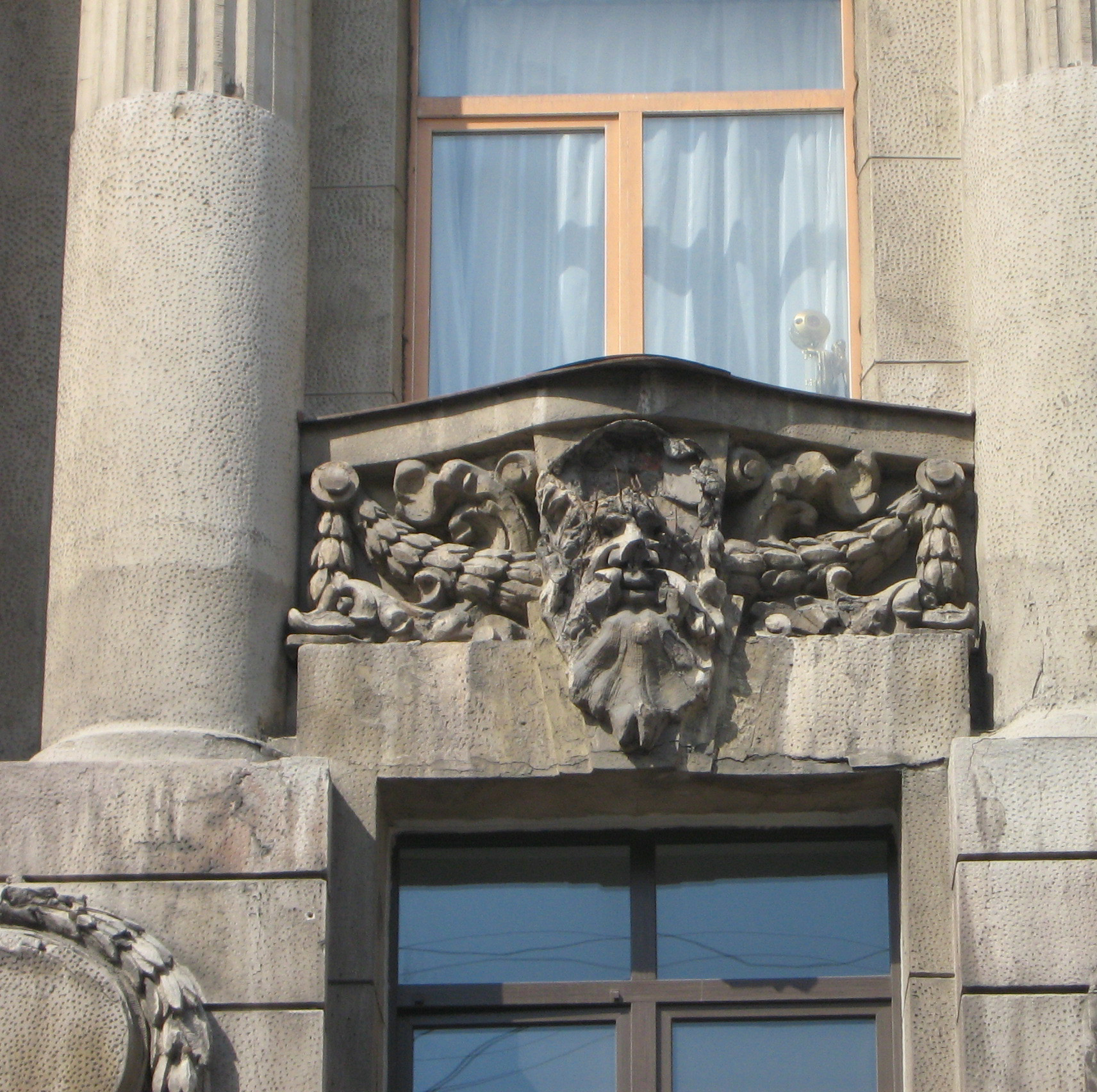
Элемент декора дома

С 1897—1898 годов на участке стояло трёхэтажное каменное здание, созданное по проекту гражданского инженера Болеслава Антоновича Бржостовского для потомственного почётного гражданина Василия (Вильгельма) Даниловича Брунста. В 1912—1913 годах старое здание включено в постройку В. В. Шауба с полной переработкой внешнего вида, декор выполнен с использованием барочных мотивов и мотивов классицизма — для украшения использованы рустованные пилястры, ионические колонки с обелисками, оконные наличники, сандрики, подоконные доски и веерные перемычки, лепные гирлянды, медальоны, маски. Два балкона лицевого фасада облицованы гранитом разной фактуры, у них кованые ограждения.
Две лестницы здания симметричны, расходятся от вестибюля. Выступы лестничных клеток во дворе заполнены лежачими окнами. На лестницах сохранилось оригинальное оформление тамбуров входов, металлическое ограждение и лепнина на стенах и потолке. В двух разных парадных сохранилось три витража.
В 2019 году дом вошел в перечень 255 многоквартирных домов — памятников архитектуры с особо сложными фасадами, которые предполагается отреставрировать по программе КГИОП «Наследие».